# 渦旋

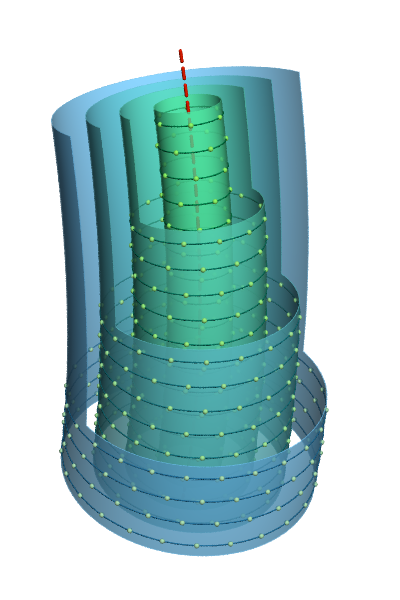
一個理想非旋渦旋中環繞軸（虛線）的流體粒子跡線。[https://commons.wikimedia.org/wiki/File:IrrotationalVortexFlow-anim.gif 點選可看動畫。

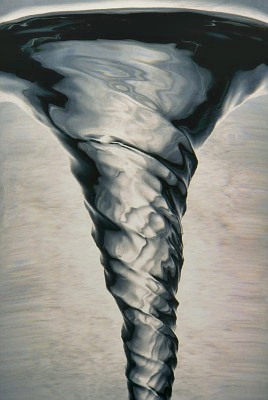
塞孔渦

流體動力學中，渦旋（vortex，复数形式：或）是指流體順著某個方向（例如環繞直線或曲線軸）運動時形成的區域。這樣的運動模式又稱渦流（vortical flow）。
渦旋是由被擾動的流體，例如液體、氣體和電漿形成的。渦旋的例子包含煙圈，船舶和槳尾流中的渦流，以及熱帶氣旋、龍捲風和塵捲風周圍的風。飛機的尾流中會形成渦旋，並且渦旋是木星大氣層中相當明顯的特徵。
渦旋是湍流的主要組成部分。在不存在外力和任何大尺度旋轉中，流體的黏性摩擦會將流動趨向非旋渦旋。這樣的渦旋中，流體速度最快的地方是緊鄰渦旋軸心的區域，並且速度隨距離成反比。流體速度場的旋度，即涡量，在接近渦旋軸的部分極高，但在渦旋的其他區域趨近於0，並且壓力在接近軸時明顯下降。
渦旋形成後可以移動、沿伸、扭曲，並且和其他的渦旋以複雜的方式交互作用。移動的渦旋會帶有角動量和線動量、能量和質量。在穩定流渦旋中，流線和跡線是封閉的。移動或變化中渦旋的流線和跡線經常形成螺线。

## 性質

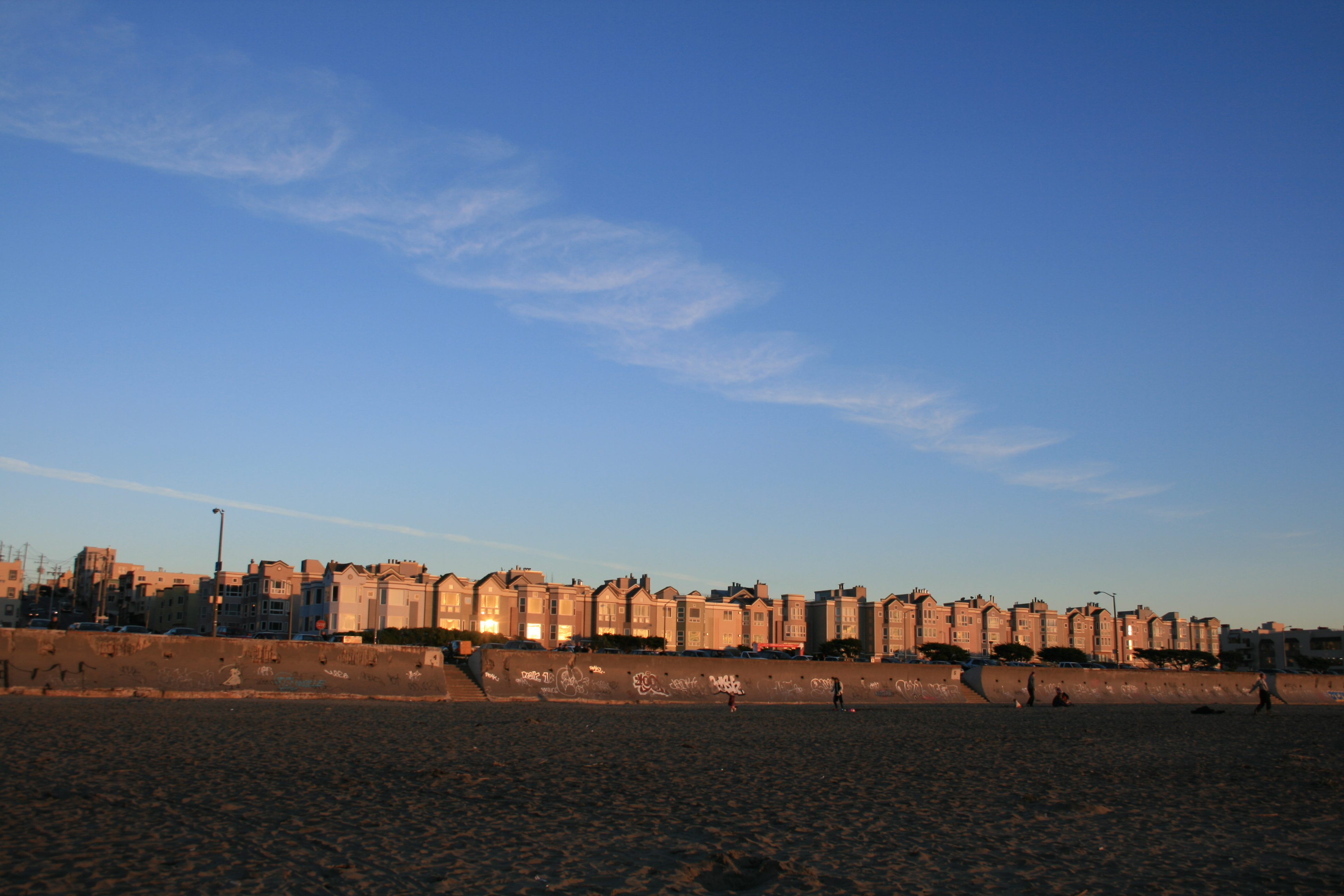
飛機雲中的克勞不穩定性產生了渦旋。

### 涡量
渦旋的動力學基本概念是涡量，這是描述流體中觀測者所見特定一點上旋轉運動的矢量。概念上渦量可以透過放置一個小粗糙球體放在要觀測的點，並且讓該球隨流體運動以觀察它如何環繞渦旋的軸心。渦量向量的方向將是想像的球體旋轉方向的軸方向（根據右手定則），而向量長度將正比（2倍）於球體的角速度。數學上，渦量被定義為流體速度場的旋度，通常以 {\displaystyle {\vec {\omega }}} 表示，並相等於向量分析公式 {\displaystyle \nabla \times {\vec {\mathit {u}}}}；{\displaystyle \nabla } 是Nabla算子，{\displaystyle {\vec {\mathit {u}}}} 則是區域流速。
經由渦量 {\displaystyle {\vec {\omega }}} 求得的區域性旋轉量不可和相對外部環境或任何固定軸的區域性角速度向量混淆。特別是在渦旋中渦量{\displaystyle {\vec {\omega }}}的方向可能和相對於渦旋線的流體平均角速度向量相反。渦量的定義也不等於區域性流體的旋轉速度，而是旋轉速度的2倍。

### 渦量的數學意義
在渦旋中，渦量取決於隨著和軸的距離r變化的流體速度u。有兩個特殊的狀況：

剛體（旋轉）渦旋。

- 如果流體的轉動類似剛體，即角速度Ω固定，則速度u將會隨距離軸的距離r成正比。在這情況下的渦量在渦旋各處均相同：渦量方向平行於轉軸，並且強度相等於相對轉軸的固定角速度Ω的2倍。
{\displaystyle {\vec {\Omega }}=(0,0,\Omega ),\quad {\vec {r}}=(x,y,0),}
{\displaystyle {\vec {u}}={\vec {\Omega }}\times {\vec {r}}=(-\Omega y,\Omega x,0),}
{\displaystyle {\vec {\omega }}=\nabla \times {\vec {u}}=(0,0,2\Omega )=2{\vec {\Omega }}}。

非旋渦旋。

- 如果轉動速度u和距離軸距離r成反比，則右圖中想像的球將不會自行轉動：該球將會在環繞渦旋的軸進行原周運動時保持相同方向。這時渦量  {\displaystyle {\vec {\omega }}}為在軸以外的任一處都為0，即為非旋流。
{\displaystyle {\vec {\Omega }}=(0,0,\alpha r^{-2}),\quad {\vec {r}}=(x,y,0),}
{\displaystyle {\vec {u}}={\vec {\Omega }}\times {\vec {r}}=(-\alpha yr^{-2},\alpha xr^{-2},0),}
{\displaystyle {\vec {\omega }}=\nabla \times {\vec {u}}=0}。

#### 非旋渦旋
在沒有外力的情況下，渦旋通常會快速演變為非旋流，這時流速u與軸距離r成反比。因此非旋渦旋也稱為「自由渦旋」。
在非旋渦旋中，沿著任何轉軸不包含在內的封閉流線上的环量均為0；如包含轉軸則有固定的值{\displaystyle \Gamma }。渦旋中特定一點的切向速度為{\displaystyle u_{\theta }=\Gamma /(2\pi r)}。因此，相對轉軸的單位質量角動量守恆，其值為{\displaystyle ru_{\theta }=\Gamma /(2\pi )}。
然而，理想的非旋渦旋流實際上是不能實現的，因為它代表粒子的速度在接近渦旋線時會無邊界限制地增加（並且需要有力量保持粒子在環狀路徑上）。實際上，真實的渦旋總是在接近軸的核心區域時粒子速度停止增加，並且在距離r為0時下降為0。這個區域就不再是非旋渦旋：渦量{\displaystyle {\vec {\omega }}}在該區內的值並非0，並且方向大致和渦旋線平行。蘭金渦旋是一個假設距離r的值低於固定距離r0時，內部區域為剛體旋轉流，旋轉核心外的區域為非旋流的模型。蘭姆－奧辛渦旋模型則是以纳维-斯托克斯方程描述的流體狀態，並假設渦旋為圓柱型對稱時的精確解。在此：
{\displaystyle u_{\theta }=(1-e^{-r^{2}/(4\nu t)})\Gamma /(2\pi r)}。
在非旋渦旋中，相鄰流線中各流體的移動速度均不相同，因此會產生摩擦力造成能量損失，尤其是接近轉軸的核心區域。

#### 旋轉渦旋
渦量遠離中心軸即不為0的旋轉渦旋可以只需要一些外力作用就能永久保持該狀態，因此它不能由流體本身產生。
例如假設有一個水桶以固定角速度w環繞一個垂直軸，水最終會以剛體模式旋轉。之後粒子會以圓形路徑運動，速度u等於wr。在本例中，不受約束的水面將會呈現抛物面形狀。
在這些狀況下，剛體旋轉的水桶外殼提供了一個額外的力，即方向向內的水的額外壓力梯度，並且阻止了剛性渦旋流演變為無旋流。

### 渦旋幾何
在一個固定的渦旋，典型的流線（流線任一處的切線都是速度向量）是閉合的繞軸環線；並且每個渦旋線（渦旋線任一處的切線均為渦量向量）大致和軸方向平行。在各處都是速度和渦量切平面的平面則被稱為「渦旋管」（Vortex tube）。一般來說，渦旋管都圍繞渦旋的轉軸周圍。軸本身也是其中一條渦旋線，並且渦旋管有直徑為0的極限情況。
根據亥姆霍茲定理，渦旋線的起點或終點不可在流體內，除了旋渦正在形成或消失的短暫非定常流動時。一般情形下，渦旋線（尤其是軸線）不是封閉的環線就是在流體邊界截止。渦流是渦旋線在流體邊界截止的例子，即軸線在自由表面截止。渦旋管的渦旋線全都是封閉環線，因此外觀上類似封閉的环面狀表面。新形成的渦旋會快速伸展和彎曲以消除任何開放終端的渦旋線。例如當飛機引擎啟動時，在螺旋槳或渦輪扇發動機前方經常會形成渦旋。這時渦旋線的其中一個端點在引擎上，另一個端點會隨著渦旋伸展和彎曲直到接觸地表為止。
當使用煙霧或墨水使渦旋肉眼可見時，似乎可看到螺旋形的跡線和流線存在。事實上這是一個錯覺，並且流體粒子是在封閉路徑中移動的。被當成流線的螺旋狀條紋實際上是原本跨越了數條流線的被標記的團塊，並且因為非均勻的速度分布而延伸為螺旋狀。這樣的例子有星系的螺旋臂和熱帶風暴。

### 渦旋中的壓力
在渦旋中運動的流體會產生動態壓力（非流體靜壓力），並且根據伯努利定律，動態壓力在接近軸心處最低，並隨著與軸心距離增加。因此可以說壓力梯度迫使流體環繞軸心彎曲運動。
在剛體渦旋中，流動的流體有固定的密度，動態壓力和距離軸的距離r的平方成正比。在固定重力場中，如果自由表面存在，表面將呈現中央凹陷的拋物面。
在流體密度固定，且形狀為圓柱對稱的非旋渦旋流中，動態壓力變化關係式為：P∞ − K/r2。P∞是距離軸無線遠處的壓力。該公式提供了另一種限制核心區域範圍的規則，因為壓力不為負值。自由表面（如果存在的話）在靠近軸心的區域深度會快速下降，並且與r2成反比。
空氣中渦旋的核心有時候是可見的，這是因為在核心的低壓和低溫下因為凝結而形成水蒸氣羽流，漏斗狀的龍捲風就是一個典型的例子。當一條渦旋線在邊界表面終止，壓力的下降可能使物質從表面被帶入核心。例如沙塵暴是沙被接觸到地面的空氣渦旋核心吸入核心。同樣的道理，水中的渦旋如果在表面終止（例如在浴缸中形成的漩渦），也可能將空氣吸入渦旋核心。停在地面的飛機從發動機向前沿伸出的渦旋也可將水和小石塊吸入核心，再進入發動機。

### 渦旋的演變
渦旋不是穩定的，它們可以位移和改變形狀。

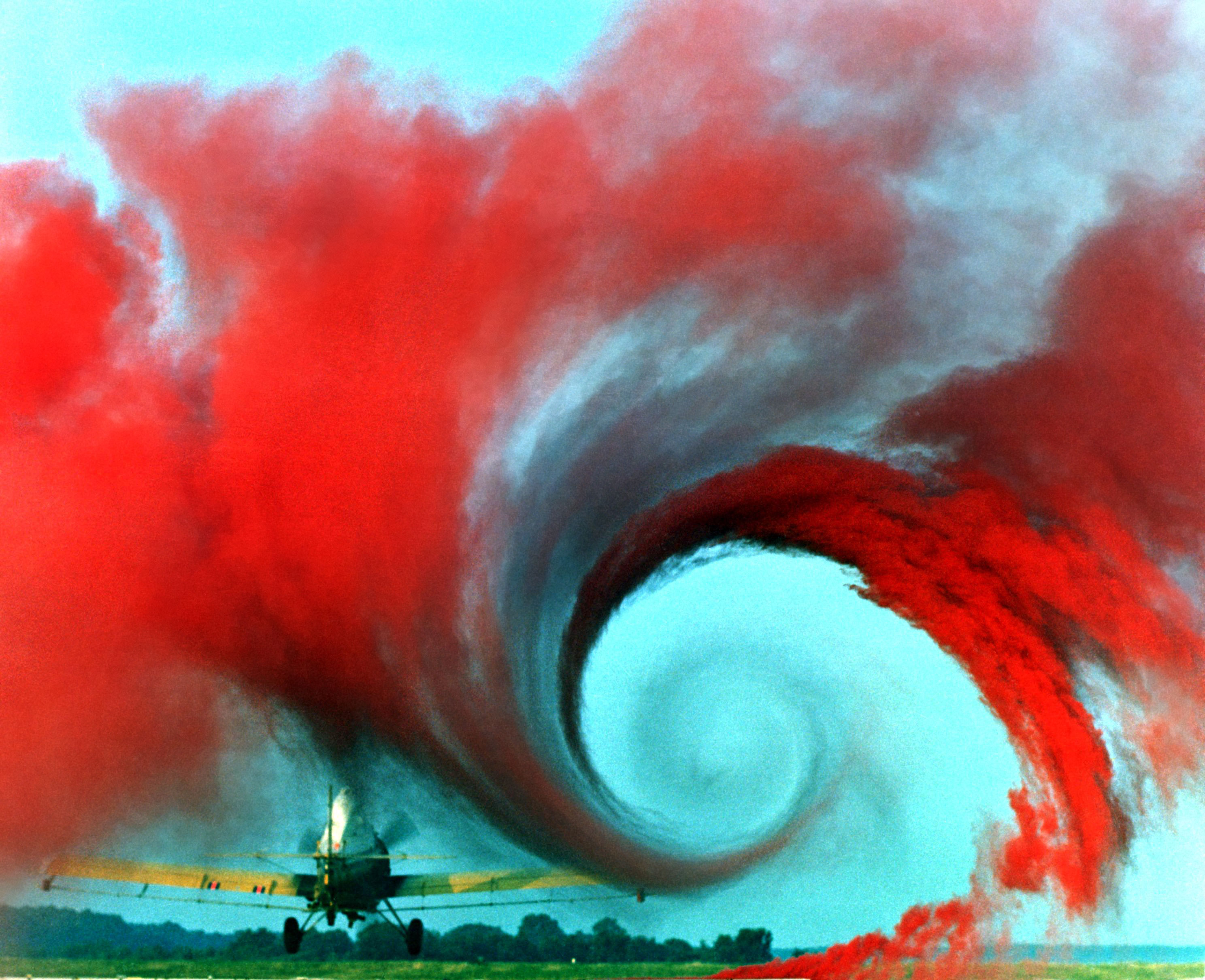
机翼通過時產生的渦旋（機尾亂流），在此以有色煙霧顯示其存在。

在運動中的渦旋，粒子的路徑不再是封閉的，而是類似螺旋或擺線的曲線。
渦流也可以和徑向或軸向流合併。這時流線和跡線就不再是封閉曲線，而分別是螺線或螺旋。這樣的例子分別是龍捲風和排水漩渦的狀況。帶有螺旋流線的渦旋被稱為螺線管。
只要黏性和擴散的影響可忽略不計，流體會隨著移動的渦旋而運動。特別是在物質被限制在內部的核心區域在渦旋移動時相當容易留在內部，這是亥姆霍茲第二定理的結果。因此，和面波以及P波不同的是渦旋可以將質量、能量以及動量傳遞到相對於渦旋本身相當大的距離，並且擴散程度令人驚訝地少。這效應可在煙圈、渦環玩具和渦環槍看到。
2個以上渦旋如果大致平行，並且以相同方向旋轉的話，將會互相吸引，最後合併為單一渦旋，並且合併後的环量將是合併前所有渦旋環量的總和。例如產生上升力機翼會在其後緣產生一系列的小渦旋。這些小型的渦旋會合併為一個大型的翼尖渦流，而翼尖渦流環量小於翼弦邊緣的下降流。這個現象也會發生在其他運動中的翼型，例如螺旋槳葉片。另一方面，兩個平行但旋轉方向相反的渦流（例如飛機的2個翼尖渦流）則傾向分離。
渦旋包含了流體圓周運動的巨大能量。在理想流體中能量永遠不會消散，並且渦旋將永遠保持下去。然而，真正的流體有黏度，將使流體從核心區域開始緩慢消散能量。只有透過因為黏度讓渦旋消散能量才能讓渦旋線的終點在流體中，而非流體邊界。

## 2維模型
當粒子的速度被限制為平行於一個固定平面的方向，就可忽略垂直於平面的空間向量分量，並且將流體的速度場模型建立於該平面上。接著渦量向量{\displaystyle {\vec {\omega }}}的方向永遠垂直於平面，並且被認為是标量。這樣的假設有時在氣象學上研究類似熱帶風暴尺度大器現象時使用。
這樣背景下的渦流行為在許多方面和真實狀況是不同的。例如在3維的渦旋伸展是不被允許的。

## 更進一步的例子

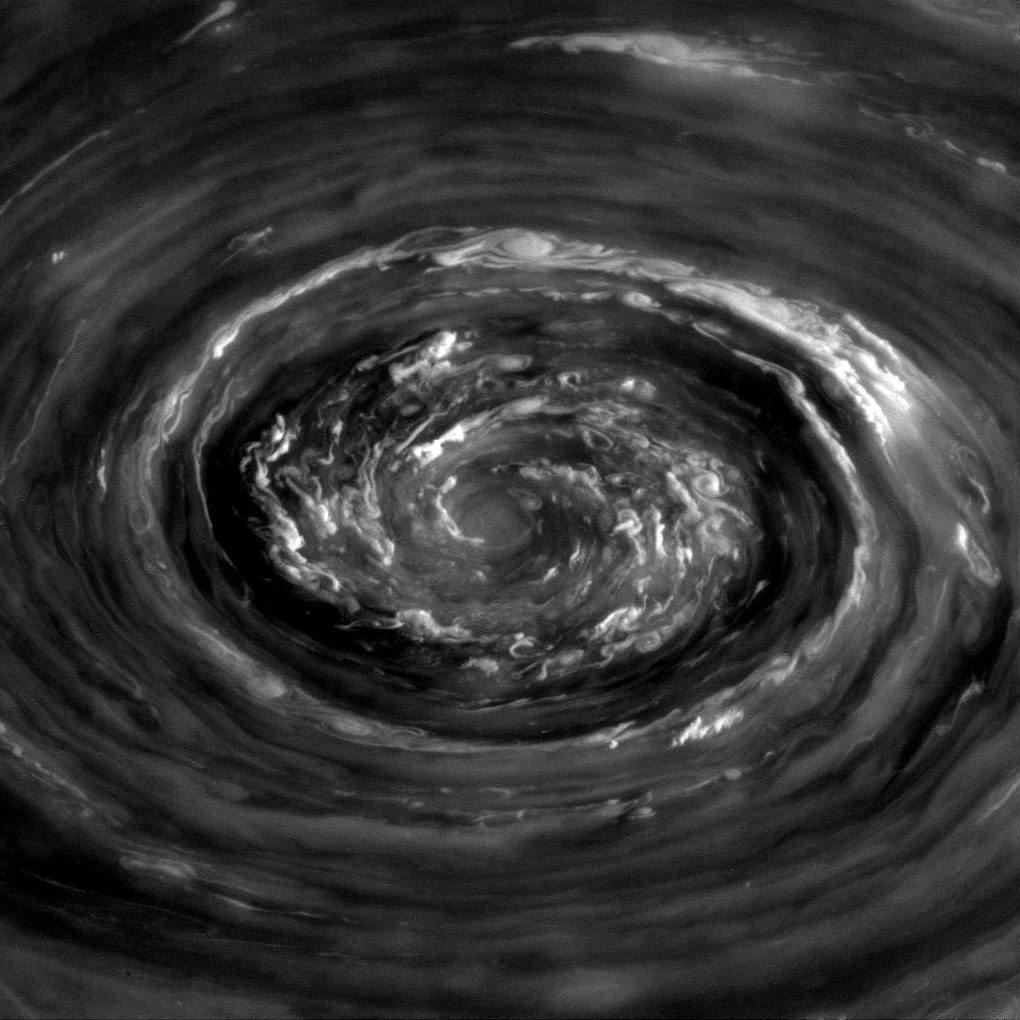
土星六邊形，位於土星北極的雲渦旋。

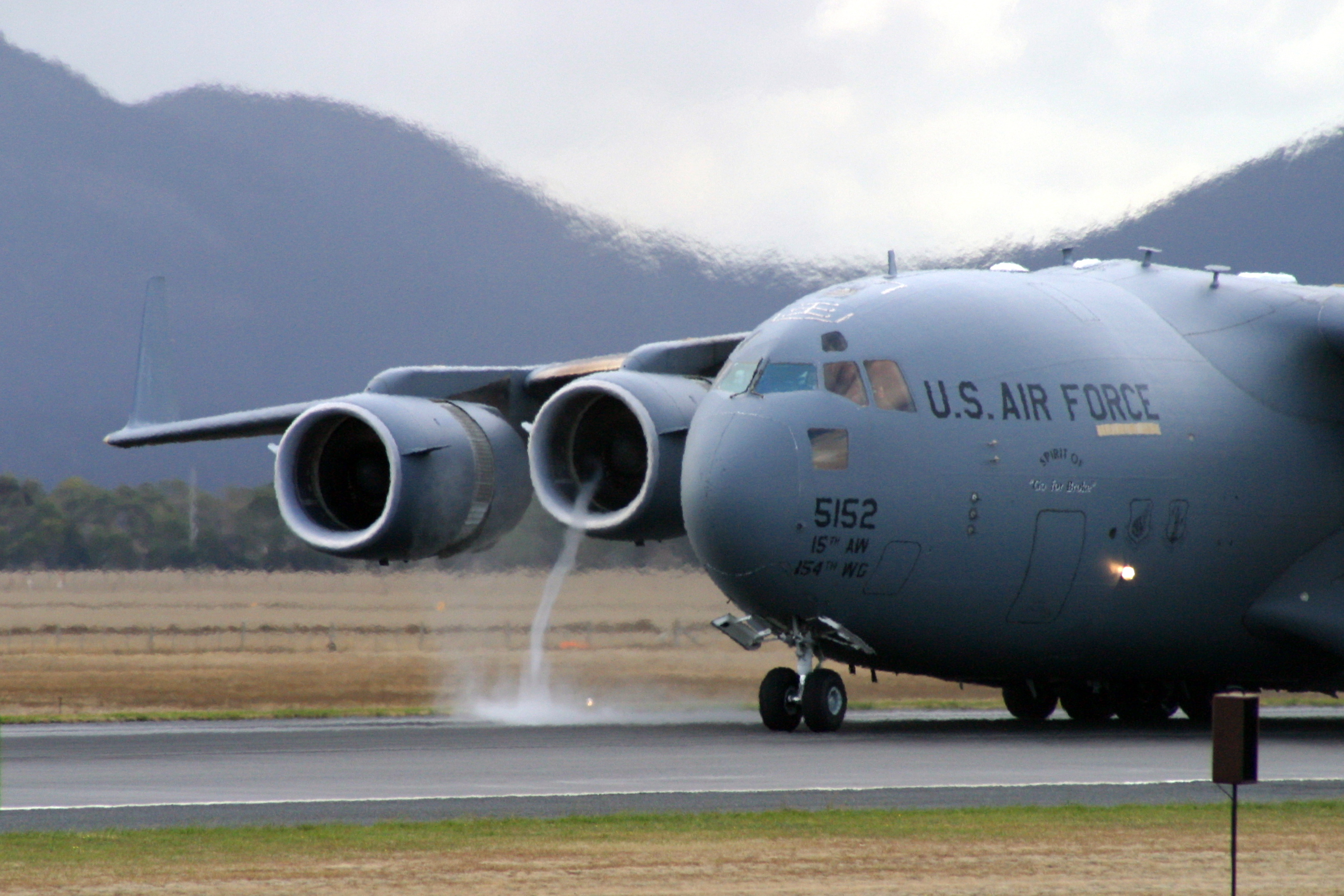
波音C-17环球霸王III在潮濕跑道上以低速啟動高功率引擎時所見的渦旋。

- 電磁場的行為如以流體動力學解釋，特定方向電流體的加速度運動會產生磁流體的正向渦旋。並且磁流體本身周圍會產生負向電渦旋。古典非線性磁方程式的精確解包含了朗道－利夫希茨模型（英语：Landau–Lifshitz model）、連續性的古典海森堡模型（英语：Classical Heisenberg model）、石森方程式（英语：Ishimori equation），以及非線性薛丁格方程式（英语：Nonlinear Schrödinger equation）。
- 泡沫環是水下的渦環，並且核心部分有泡沫環存在。泡沫環有時候由鯨豚產生。
- 飛機的機翼、螺旋槳葉片、帆和其他種翼的升力可解釋為產生的渦旋疊加在通過翼的流體上。
- 氣動阻力（英语：Aerodynamic drag）可以解釋為移動物體周圍產生大量渦旋，並且使物體的動能散失。
- 在特定海峽或海灣中可以因為海洋潮汐而形成巨大漩渦。例如神話中墨西拿海峡的卡律布狄斯、日本鳴門海峽的鳴門漩渦、挪威罗弗敦群岛的強渦流。
- 地球大气层中的渦旋是重要的氣象現象。這些現象包含了包含小至數公里的龍捲風、海龍捲風，大至數百公里的熱帶氣旋等中尺度氣旋（英语：Mesocyclone）。這些渦旋的動能來自隨高度而變化的高度和大氣濕度差異。熱帶氣旋的旋轉方向受到地球自轉影響。另一個例子就是中心在地球極地附近的極地渦旋，它是在中高層對流層和平流層內的持續性大規模天氣現象。
- 其他行星的大氣層中，渦旋也是相當明顯的氣候特徵。例如木星大氣層中持續存在的大紅斑、海王星大氣層中間歇存在的大黑斑、火星上的塵捲風，以及土星北極的土星六邊形。
- 太陽黑子是太陽光球的黑暗區域，其溫度較周圍低，並且有強烈磁場活動。
- 黑洞或其他巨大重力源天體周圍的吸積盤。

### 延伸閱讀
- Loper, David E.  (PDF) (NASA contractor report NASA CR-646). Washington: National Aeronautics and Space Administration. November 1966  [2014-09-10]. LCCN 67-60315. （原始内容存档 (PDF)于2022-07-15）.
- Batchelor, G.K. . Cambridge Univ. Press. 1967. Ch. 7 et seq. ISBN 9780521098175.
- Falkovich, G. . Cambridge University Press. 2011. ISBN 978-1-107-00575-4.
- Clancy, L.J. . London: Pitman Publishing Limited. 1975. ISBN 0-273-01120-0.
- C. de La Fuente Marcos, P. Barge. . Monthly Notices of the Royal Astronomical Society. 2001-05-21, 323 (3): 601–614  [2018-04-02]. ISSN 0035-8711. doi:10.1046/j.1365-8711.2001.04228.x. （原始内容存档于2021-04-17） （英语）.

## 外部連結
- Optical Vortices （页面存档备份，存于）
- Video of two water vortex rings colliding（MPEG）
- Chapter 3 Rotational Flows: Circulation and Turbulence
- Vortical Flow Research Lab （页面存档备份，存于）（MIT）– Study of flows found in nature and part of the Department of Ocean Engineering.